# Don Rickman
Donald Rickman, més conegut com a Don Rickman   (Hampshire, 25 de juliol de 1935) és un empresari i un històric pilot de motociclisme anglès. Tant ell com el seu germà Derek, dos anys més gran, varen ser uns dels corredors de motocròs més famosos de les dècades de 1950 i 1960, esdevenint al mateix temps uns reputats constructors de xassissos per a aquesta mena de motocicletes.
Inicialment, els germans Rickman muntaven motors d'altres marques als seus xassissos i venien el resultat amb el nom comercial de Métisse (a començaments dels 60, aquestes Métisse varen ser la base de la futura Bultaco Pursang) però un cop retirats del motocròs varen crear i consolidar la seva pròpia marca de motocicletes, Rickman Motorcycles, especialitzada a millorar les prestacions de motocicletes de motocròs i, més tard, de carretera.

## Resum biogràfic
Fills d'un pilot de speedway, Don i Derek Rickman varen respirar l'ambient de les curses des de ben petits. Essent encara molt joves, tots dos varen haver d'assumir la responsabilitat del taller familiar quan el seu pare es va morir prematurament. En créixer al capdavant d'aquest negoci, varen desenvolupar aviat uns grans coneixements de mecànica.

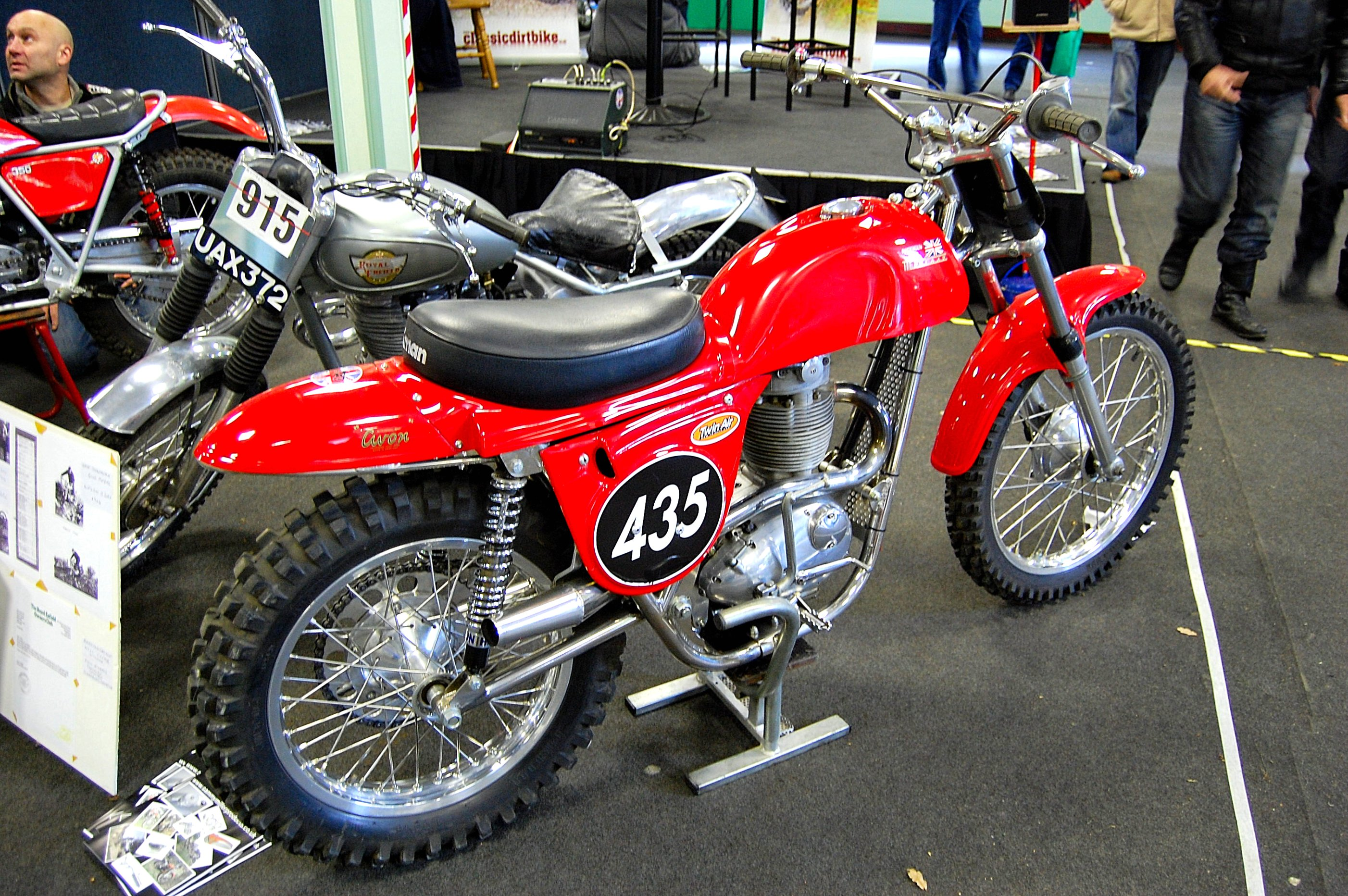
Una Métisse amb motor de quatre temps dels volts de 1960

Cap a la dècada de 1940, els germans Rickman començaren a participar en competicions motociclistes, primer de trial i més tard de motocròs, disciplina aquesta en què aviat varen destacar arribant a guanyar-ne nombroses curses nacionals i internacionals. El seu alt nivell els valgué ser seleccionats per a integrar l'equip britànic al Motocròs de les Nacions en diverses ocasions, i fins i tot els anys 1963 i 1964 ho foren tots dos alhora, col·laborant junts a la victòria del combinat estatal (en total, Don Rickman aconseguí 6 victòries per equips en aquesta prestigiosa prova al llarg de la seva carrera).
Pel que fa a l'estil de pilotatge, Don destacà especialment per la seva gran habilitat sobre herba. Potser la seva victòria més recordada fou la que aconseguí el 1966 amb una Métisse-Triumph a Farleigh Castle, quan guanyà el Gran Premi de Gran Bretanya de 500cc amb 1,5 segons d'avantatge sobre el segon classificat, Jeff Smith. Don Rickman fou també un destacat competidor al Campionat britànic de motocròs on, malgrat no haver-ne aconseguit mai el títol, fou quatre vegades subcampió (1958 a 1960 i 1968).
D'altra banda, els Rickman són recordats per la seva llarga relació esportiva i professional amb Bultaco, una relació iniciada el 1960 amb motiu del I Motocross Internacional de Barcelona, quan Francesc Xavier Bultó els cridà per a demanar-los la seva col·laboració en el desenvolupament del prototipus de la futura motocicleta de motocròs de la firma. Don Rickman guanyà aquella cursa al Circuit de Pedralbes amb el primer prototipus, conegut com a Métisse i que ben aviat originà la Bultaco Pursang Métisse. Els Rickman arribaren a un acord amb Bultó per a fabricar aquest model al seu taller de New Milton i distribuir-lo al Regne Unit, mentre Bultaco el fabricava a Sant Adrià de Besòs per a la resta del món.

## Rickman Motorcycles
Un cop retirats de les competicions, els Rickman varen fer créixer el seu negoci, esdevenint a mitjan dècada de 1970 uns dels principals constructors de motocicletes del Regne Unit en un moment en què l'entrada de les marques japoneses causà el tancament de molts fabricants històrics (BSA, Triumph i molts d'altres). Els seus productes es varen distingir sempre pels seus excel·lents acabats, destacant inicialment les seves Metisse de motocròs i, més endavant, les motocicletes de velocitat i carretera.
Innovadors constants, la seva empresa Rickman Motorcycles fou pionera en àrees com ara la fibra de vidre, els frens de disc, la ubicació de l'oli al mateix tub del xassís o les preparacions dels motors Triumph de vuit vàlvules. A banda de la funcionalitat, els Rickman tenien molta cura de l'estètica: les seves motocicletes gaudien d'unes boniques línies clàssiques. Finalment, a mitjan dècada de 1980 els germans Rickman es vengueren la seva empresa.

## Palmarès

### Palmarès internacional
| Any          | Motocicleta               | Campionat del Món | Campionat del Món | MXDN |
| Any          | Motocicleta               | 500cc             | 250cc             | MXDN |
| ------------ | ------------------------- | ----------------- | ----------------- | ---- |
| 1953         | BSA                       | 13è               | -                 |      |
|              |                           |                   |                   |      |
| 1958         | BSA                       | 12è               | -                 |      |
| 1959         | Triumph-Métisse           | 7è                | -                 | 1r   |
| 1960         | Triumph-Métisse           | 4t                | -                 | 1r   |
| 1961         | Métisse                   | -                 | -                 |      |
| 1962         | Métisse-Triumph / Bultaco | 11è               | 24è               |      |
| 1963         | Métisse-Bultaco           | -                 | 14è               | 1r   |
| 1964         | Bultaco                   | -                 | 11è               | 1r   |
| 1965         | Bultaco                   | -                 | 9è                | 1r   |
| 1966         | Métisse-Triumph / Bultaco | 8è                | 12è               | 1r   |
| 1967         | ?                         | -                 | -                 |      |
| 1968         | Bultaco                   | -                 | 22è               |      |
| 1969         | Bultaco Métisse           | -                 | 21è               |      |
| Total títols | Total títols              | 0                 | 0                 | 6    |

Notes
1. ↑  La classificació consignada a MXDN fa referència a la posició final obtinguda per l'equip estatal
2. ↑  Fins al 1956 inclòs no existia el Campionat del Món de 500 cc, ans el Campionat d'Europa
3. ↑  Fins al 1961 inclòs no existia el Campionat del Món de 250 cc, ans el Campionat d'Europa (conegut també com a Coup d'Europe)

### Palmarès al Campionat britànic
Font:
| Any  | Motocicleta               | 500cc | 250cc |
| ---- | ------------------------- | ----- | ----- |
| 1958 | BSA                       | 2n    | -     |
| 1959 | BSA / Métisse             | 2n    | -     |
| 1960 | Métisse                   | 2n    | -     |
| 1961 | Métisse                   | 5è    | -     |
| 1962 | Métisse                   | -     | -     |
| 1963 | Métisse                   | 9è    | -     |
| 1964 | Métisse                   | 9è    | -     |
| 1965 | Bultaco                   | -     | 5è    |
|      |                           |       |       |
| 1968 | Métisse / Bultaco Métisse | 7è    | 2n    |

1. ↑  Fins al 1959 inclòs no existia el Campionat britànic de 250 cc